# 박심문
박심문(嚴興道, 1408년~1456년)은 조선의 문신이다. 예조정랑, 평안도판관‚ 종사관 등을 지냈다.

## 생애
1408년에 태어난 그는 1436년 친시(親試)에 병과(丙科)로 급제했다. 사온서 직장(司醞署直長)과 사헌부 장령(司憲府掌令) 등을 거쳐 1445년에는 예조정랑(禮曹正郞), 이후 평안도판관(平安道判官)과 종사관(從事官) 등을 지냈다.